# Ahnejärv
Ahnejärv (est. Ahnejärv (Kurtna Ahnejärv)) – jezioro w gminie Illuka, w prowincji Virumaa Wschodnia, w Estonii. Położone jest na terenie obszaru chronionego krajobrazu Kurtna (est. Kurtna maastikukaitseala). Ma powierzchnię 5,8 hektara, linię brzegową o długości 1404 m, długość 530 m i szerokość 200 m. Jest jednym z 42 jezior wchodzących w skład pojezierza Kurtna (est. Kurtna järvestik). Sąsiaduje z jeziorami Kurtna Mustjärv, Niinsaare, Kurtna Suurjärv, Kurtna Nõmme, Kurtna Särgjärv, Martiskajärv, Kuradijärv, Peen-Kirjakjärv.